# Mitrastemon
Mitrastemon, maleni biljni rod svrstan u vlastitu porodicu Mitrastemonaceae, red vrjesolike. Postoje svega dvije vrste, holoparaziti M. matudae  u Americi, od Meksika do Kolumbije, i M. yamamotoi iz tropske Azije i Japana.

## Sinonimi
- Mitrastemma Makino